# ATC-kod G04: Urologiska medel
ATC-kod G04: Urologiska medel är en del av klassificeringssystemet ATC (Anatomical Therapeutic Chemical Classification System) för läkemedel och vissa andra medicinska produkter. ATC utvecklas av WHO och består av alfanumeriska koder indelade i grupper utifrån anatomi, medicinsk funktion och läkemedelstyp på 5 olika kodnivåer. Denna sida utgör innehållet i en specifik grupp på nivå 2.

## G04B Övrigaurologiskamedel, inklspasmolytika

### G04BA Surgörande medel
G04BA01 Ammoniumklorid
G04BA03 Kalciumklorid

### G04BC Medel för upplösning av urinsyrakonkrement
G04BC90 Tiopronin

### G04BD Urologiska spasmolytika
G04BD01 Emepron
G04BD02 Flavoxat
G04BD03 Meladrazin
G04BD04 Oxibutynin
G04BD05 Terodilin
G04BD06 Propiverin
G04BD07 Tolterodin
G04BD08 Solifenazin
G04BD09 Trospium
G04BD10 Darifenacin

### G04BE Medel viderektil dysfunktion
G04BE01 Alprostadil
G04BE02 Papaverin
G04BE03 Sildenafil
G04BE04 Yohimbin
G04BE05 Fentolamin
G04BE06 Moxisylat
G04BE07 Apomorfin
G04BE08 Tadalafil
G04BE09 Vardenafil
G04BE30 Kombinationer
G04BE52 Papaverin, kombinationer

### G04BX Övriga urologiska medel
G04BX01 Magnesiumhydroxid
G04BX03 Acetonhydroxaminsyra
G04BX06 Fenazopyridin
G04BX10 Succinimid
G04BX11 Kollagen
G04BX12 Fenylsalicylat
G04BX13 Dimetylsulfoxid

## G04C Medel vidbenign prostatahyperplasi

### G04CAAlfa-1-receptorblockerandemedel
G04CA01 Alfuzosin
G04CA02 Tamsulosin
G04CA03 Terazosin

### G04CBTestosteron-5-alfa-reduktashämmare
G04CB01 Finasterid
G04CB02 Dutasterid

### G04CX Övriga medel vid benign prostatahyperplasi
G04CX01 Pygeum africanum
G04CX02 Cerenoa repens
G04CX03 Mepartricin

### Engelska
- WHO Collaborating Centre for Drug Statistics Methodology - ATC Index
- WHO Collaborating Centre for Drug Statistics Methodology - ATCvet Index

### Svenska
- SIL online
- FASS.se - ATC
- FASS.se - Veterinär-ATC
- Sök läkemedelsfakta - Läkemedelsverket
- Socialstyrelsen : Klassifikationer
- Nationellt produktregister för läkemedel - NPL